# Глевчак однолистий
Глевча́к одноли́стий, або малаксис одноли́стий (Malaxis monophyllos) — рідкісна багаторічна рослина родини зозулинцевих. Вид занесений до Червоної книги України у статусі «Вразливий», також має охоронний статус у багатьох європейських країнах.

## Опис

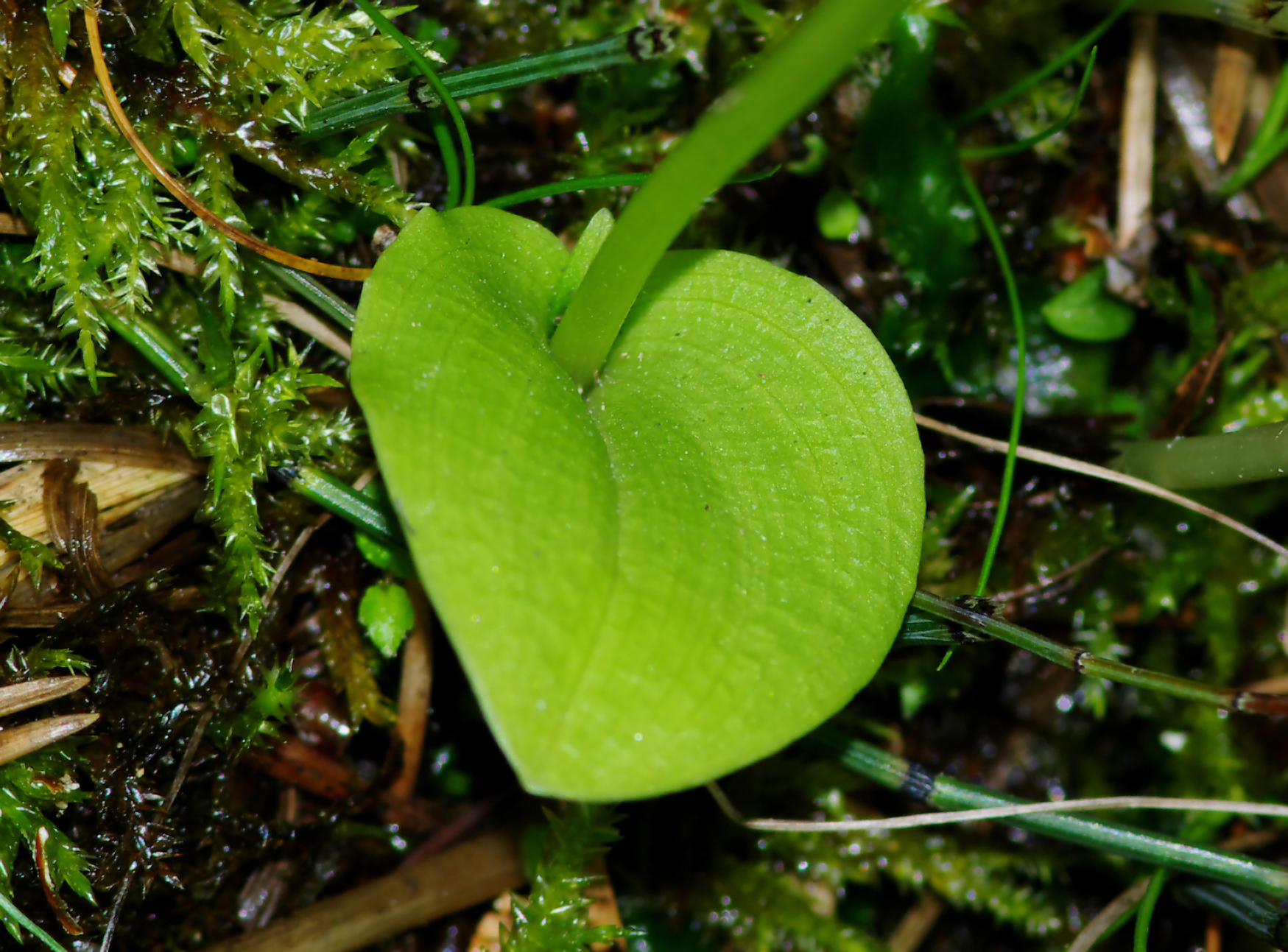
Листок

Трав'яниста рослина 8-30 см заввишки, кореневищний геофіт. Стебло прямостояче, біля основи з зеленкуватим бульбоподібним потовщенням. Листок зазвичай один, прикореневий, еліптичний або яйцеподібно-довгастий, завдовжки 3-4 (іноді до 10) см, завширшки 1-2 см. Зрідка листків може бути два, в цьому випадку другий листок значно менший за розміром.
Суцвіття — негуста китиця завдовжки 6-15 см, що складається з 40-60 дрібних, жовтувато-зелених квіток. Кожна квітка двостатева, п'ятичленна, зигоморфна, завдовжки 4-5 мм. Приквітки ланцетні, дорівнюють зав'язі (3 мм). Листочки оцвітини однакової довжини (до 2,8 мм), зовнішні — яйцеподібно-ланцетні, внутрішні — лінійні. Губа внаслідок скручування квітконіжки догори обернена, товстувата, трохи увігнута, при основі широко-яйцеподібна, на кінці звужена в ланцетно-лінійне вістря. Зав'язь не скручена, на скрученій квітконіжці.
Плід — коробочка 6-7 мм завдовжки та 4 мм завширшки на плодоніжках завдовжки 2,5-3 мм. Насіння дуже дрібне, практично не містить ендосперму, а зародок складається лише з кількох клітин.
Число хромосом 2n = 30.

## Екологія та поширення

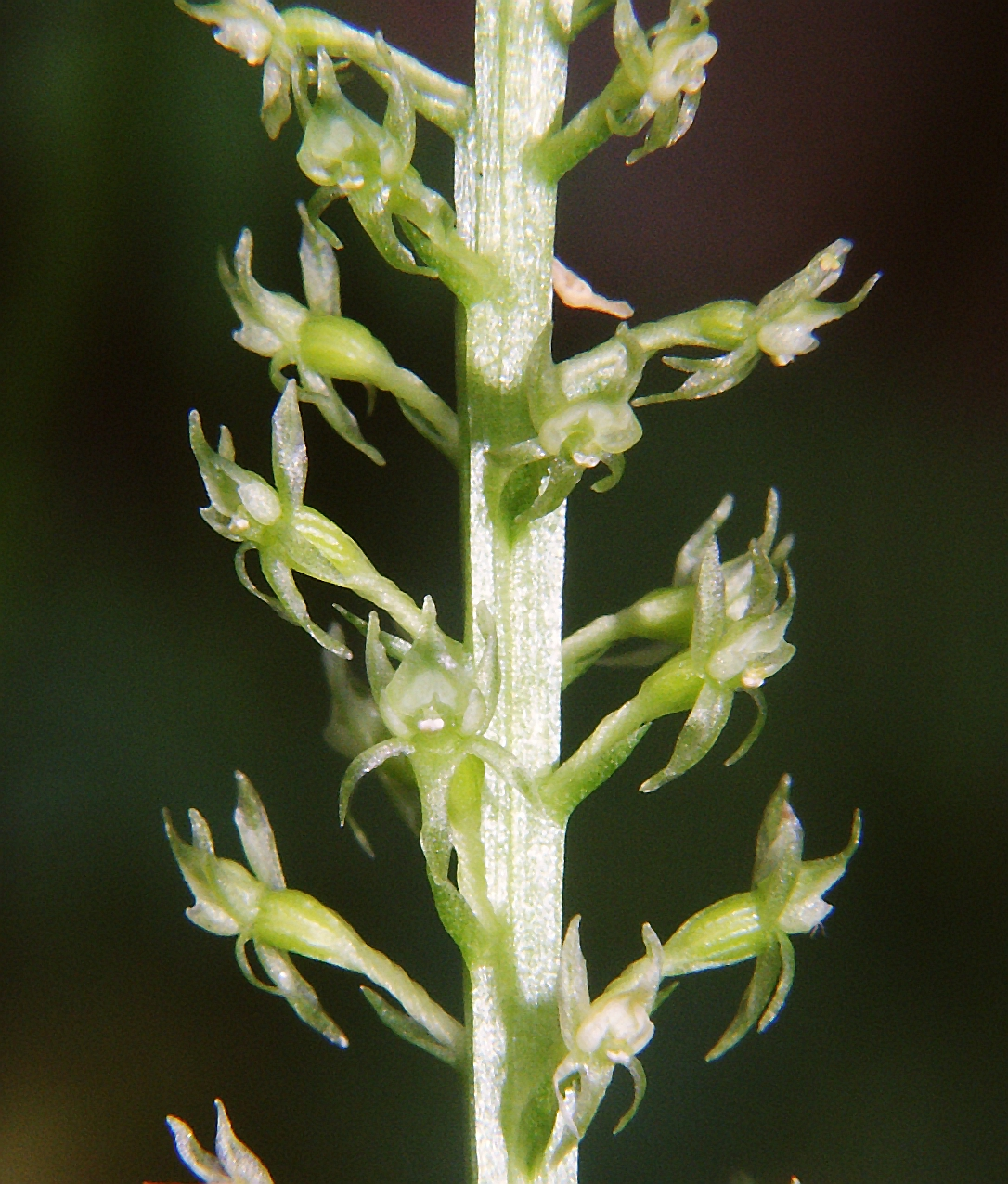
Квіти великим планом

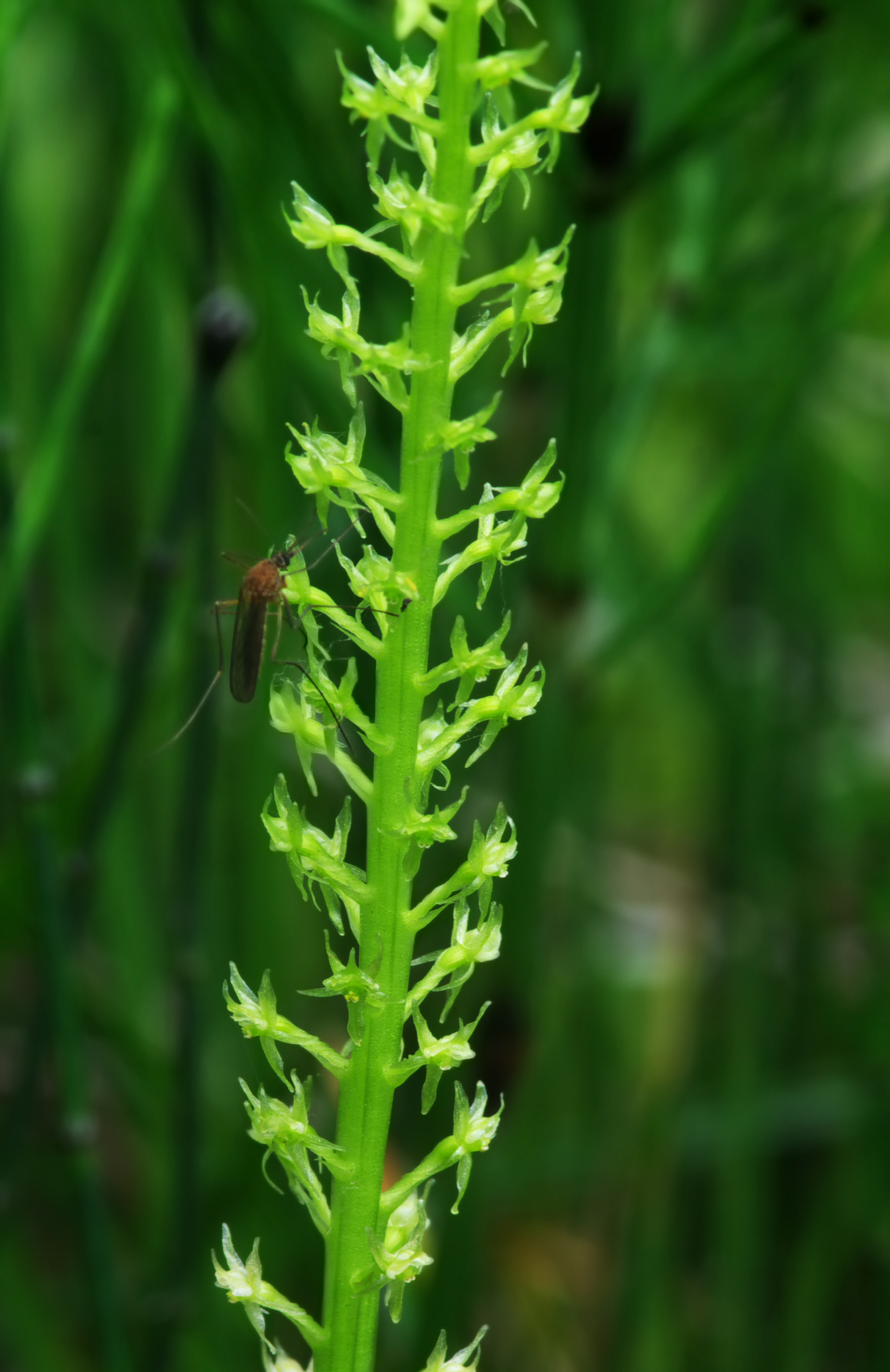
Суцвіття, яке запилює грибний комар

Рослина вологолюбна, морозостійка. Зростає у сирих ялинових, соснових та листяних лісах, на чагарникових болотах, на відслоненнях вапнякових порід, по берегам гірських річок і струмків, на луках, що утворилися після вирубування лісу. У горах займає пояси від низинного до субальпійського (висотний діапазон 700—1900 м).
Квітне у червні-липні, плодоносить у липні-серпні. Глевчак однолистий запилюється грибними комарями, насіння розповсюджується за допомогою вітру. Для його проростання необхідно зараження симбіотичним грибом. Окрім насіннєвого способу іноді можливе вегетативне розмноження. Воно відбувається, коли кореневище випадково поділяється, і з його окремих частин виростають нові рослини.
Ареал виду циркумбореальний. Глевчак однолистий поширений в Європі від Скандинавії до Карпат і Альп, також зростає у Малій Азії, Сибіру, Монголії, Китаї, Тибеті, Японії, Північній Америці. В Україні популяції цієї рослини знаходяться у Розточчі, Карпатах, на Поліссі, зрідка — у лісостеповій зоні.

## Значення і статус виду
Популяції малаксису однолистого зменшуються по всьому ареалу внаслідок випасання худоби, заліснення луків, гідромеліоративних і гірничих робіт, що зменшують площу природних оселищ. Вид занесений до Додатку ІІ Конвенції про міжнародну торгівлю видами дикої фауни та флори, що перебувають під загрозою зникнення (CITES), списку охоронюваних рослин Фінляндії, а також до Червоних книг Італії, Польщі, Литви.
Господарського значення не має.

## Систематика

### Підвиди
- Malaxis monophyllos var. brachypoda (A.Gray) P.Morris & Eames, 1929 — зростає у Північній Америці;
- Malaxis monophyllos var. monophyllos — трапляється по всьому ареалу;
- Malaxis monophyllos var. obtusa Tsukaya & H.Okada, 2000 — зустрічається у Непалі.

### Синоніми
| - Achroanthes cilifolia Raf. - Achroanthes monophylla (L.) Greene - Achroanthes monophylla f. diphyllos (Cham. & Schltdl.) Koidz. ex Masam. - Achroanthes monophyllos (L.) Greene - Achroanthes monophyllosf. diphyllos (Cham.) Koidz. ex Masam. - Dienia gmelinii Lindl. - Epipactis monophylla (L.) F.W.Schmidt - Leptorchis japonica (Maxim.) Kuntze - Leptorkis japonica (Miq.) Kuntze - Liparis inconspicua Makino - Liparis japonica (Miq.) Maxim. - Malaxis arisanensis (Hayata) S.Y.Hu - Malaxis diphyllos Cham. - Malaxis monophyllos var. diphyllos (Cham.) Luer - Malaxis monophyllos f. diphyllos (Cham.) Soó | - Malaxis monophyllos f. monophyllos - Malaxis monophyllos f. triphyllos Soó - Malaxis muscifera var. stelostachya Tang & F.T.Wang - Malaxis taiwaniana S.S.Ying - Malaxis yunnanensis (Schltr.) Tang & F.T.Wang - Malaxis yunnanensis var. nematophylla Tang & F.T.Wang - Microstylis arisanensis Hayata - Microstylis diphylla (Cham.) Lindl. - Microstylis diphyllos (Cham. & Schltdl.) Lindl. - Microstylis japonica Miq. - Microstylis monophyllos (L.) Lindl. - Microstylis muscifera var. stelostachya (Tang & F.T.Wang) Marg. - Microstylis yunnanensis Schltr. - Microstylis yunnanensis var. nematophylla (Tang & F.T.Wang) Marg. - Ophrys monophyllos L. |